# Апасео-эль-Гранде (муниципалитет)
Апасео-эль-Гранде (исп. Apaseo el Grande) — муниципалитет в Мексике, штат Гуанахуато, с административным центром в одноимённом городе. Численность населения, по данным переписи 2010 года, составила 85 319 человек.

## Общие сведения
Название Apaseo с языка пурепеча можно перевести как «место обитания опоссумов». El Grande с испанского языка можно перевести как великий.
Площадь муниципалитета равна 420 км², что составляет 1,37 % от общей площади штата. Он граничит с другими муниципалитетами штата Гуанахуато: на севере с Сан-Мигель-де-Альенде и Комонфортом, на юге с Апасео-эль-Альто, на западе с Селаей, а также на востоке граничит с другим штатом Мексики — Керетаро.

## Учреждение и состав
Муниципалитет был образован в 1824 году, в его состав входят 165 населённых пунктов, самые крупные из которых:
| Код INEGI | Населённый пункт                                                                               | Численность населения (2005 год) | Численность населения (2010 год) |
| --------- | ---------------------------------------------------------------------------------------------- | -------------------------------- | -------------------------------- |
| 005       | Всего                                                                                          | 73863                            | 85319                            |
| 0001      | Апасео-эль-Гранде (исп. Apaseo el Grande) (административный центр)                             | 23925                            | 26121                            |
| 0045      | Сан-Хосе-Агуа-Асуль (исп. San José Agua Azul) 20°29′11″ с. ш. 100°39′14″ з. д.                 | 4524                             | 5139                             |
| 0047      | Сан-Педро-Тенанго (исп. San Pedro Tenango) 20°30′29″ с. ш. 100°37′54″ з. д.                    | 3081                             | 3674                             |
| 0021      | Хококе (исп. El Jocoque) 20°34′50″ с. ш. 100°41′53″ з. д.                                      | 2706                             | 3056                             |
| 0033      | Обрахуэло (исп. Obrajuelo) 20°35′39″ с. ш. 100°33′29″ з. д.                                    | 2651                             | 2932                             |
| 0008      | Эль-Кастильо (исп. El Castillo) 20°34′54″ с. ш. 100°29′42″ з. д.                               | 2067                             | 2878                             |
| 0003      | Амесхе (исп. Amexhe) 20°33′09″ с. ш. 100°35′04″ з. д.                                          | 2695                             | 2869                             |
| 0051      | Сан-Педро-Тенанго-эль-Нуэво (исп. San Pedro Tenango el Nuevo) 20°31′39″ с. ш. 100°40′17″ з. д. | 2523                             | 2738                             |
| 0298      | Фуэнтес-де-Бальванера (исп. Fuentes de Balvanera) 20°32′23″ с. ш. 100°31′33″ з. д.             | н/д                              | 2727                             |

## Экономика
По статистическим данным 2000 года, работоспособное население занято по секторам экономики в следующих пропорциях: сельское хозяйство, скотоводство и рыбная ловля — 20,5 %, промышленность и строительство — 40,8 %, сфера обслуживания и туризма — 34,6 %, прочее — 4,1 %.

## Инфраструктура
По статистическим данным 2010 года, инфраструктура развита следующим образом:
- электрификация: 98 %;
- водоснабжение: 93,3 %;
- водоотведение: 90,2 %.

## Фотографии

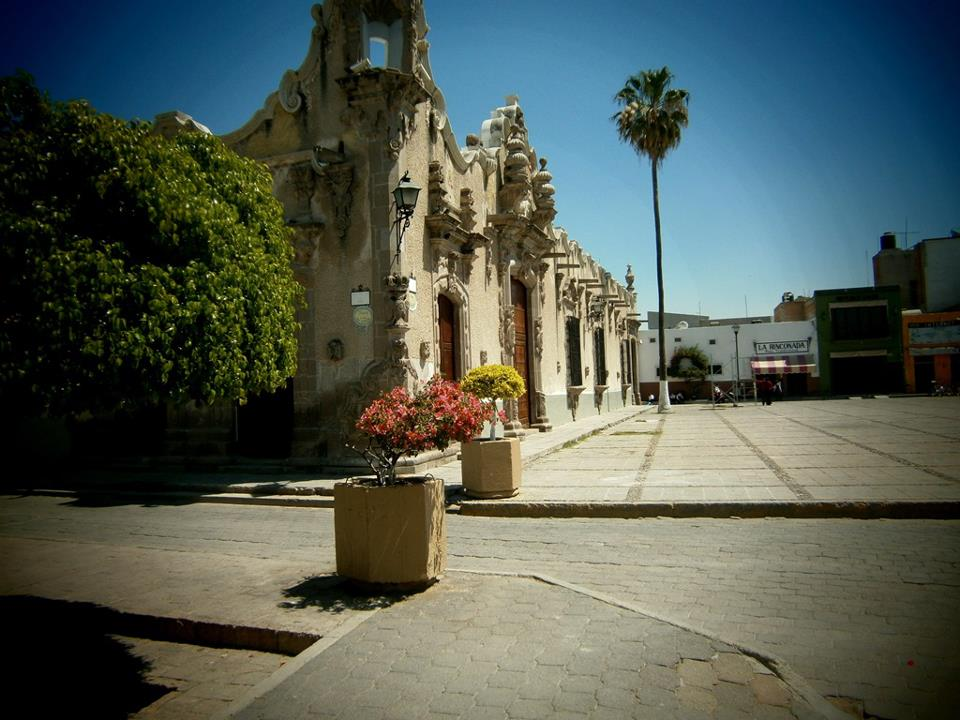
Старый дворец в Апасео-эль-Гранде
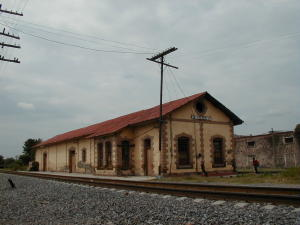
Ж/д станция в Апасео-эль-Гранде
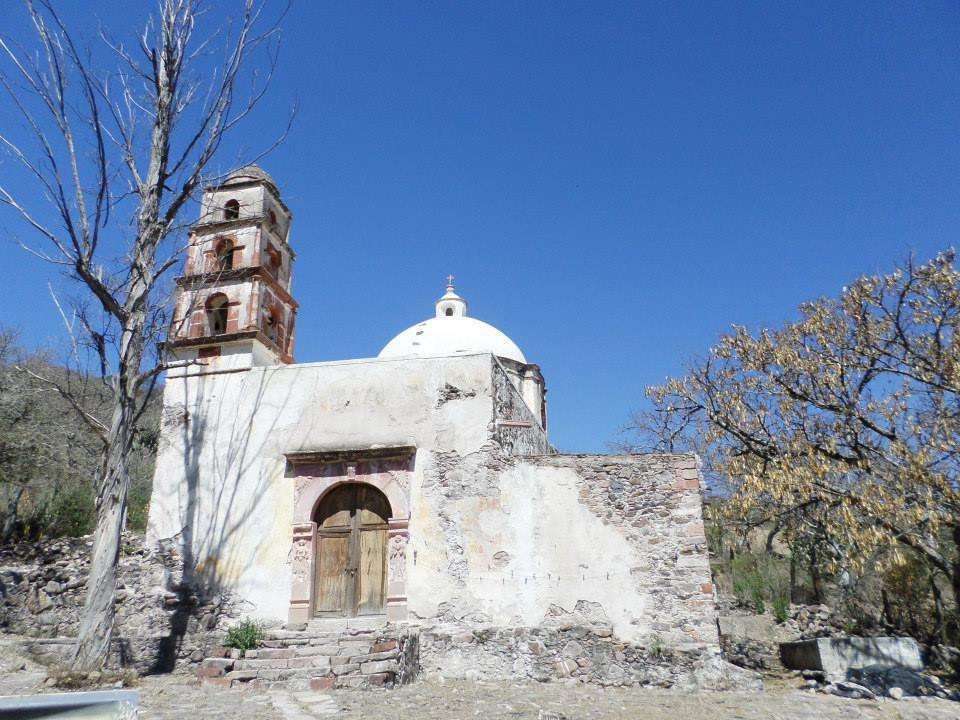
Старая церковь в Охо-Сарко
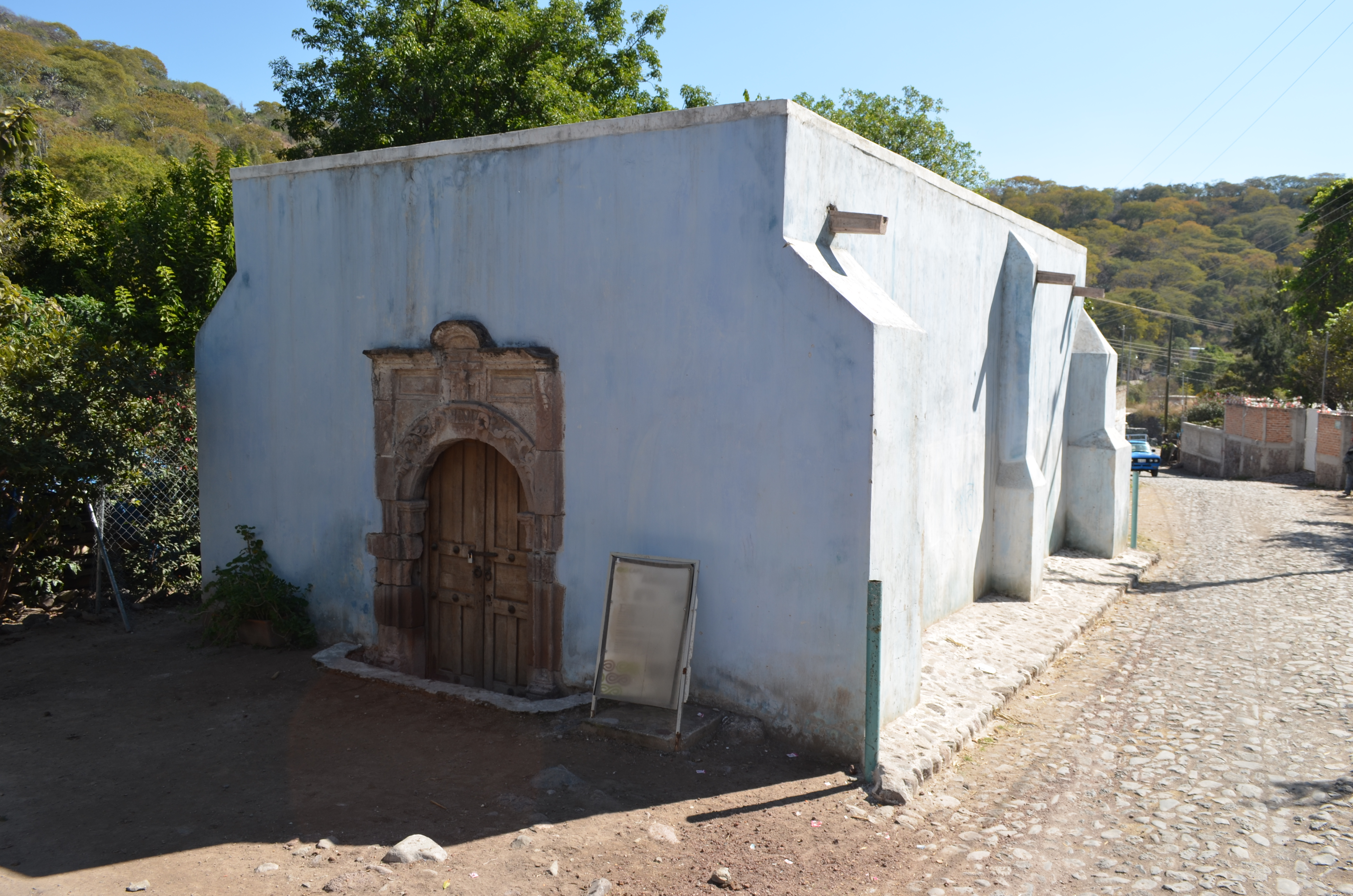
Часовня в Истле
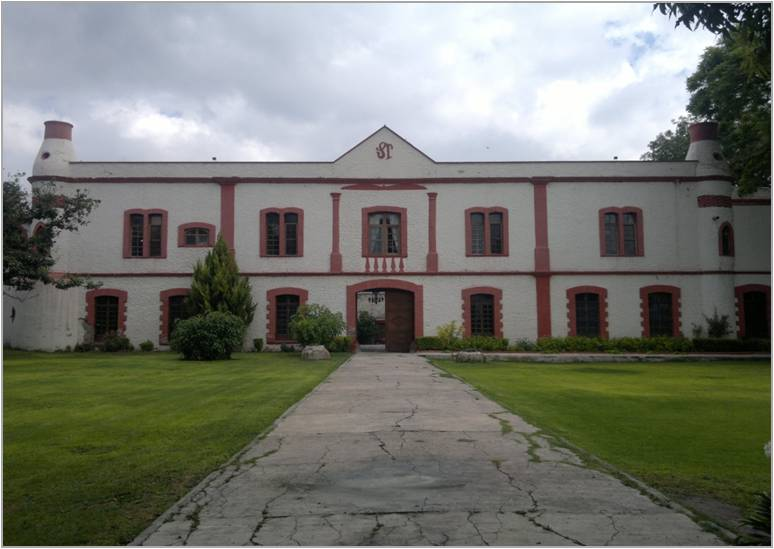
Асьенда в Обрахуэло
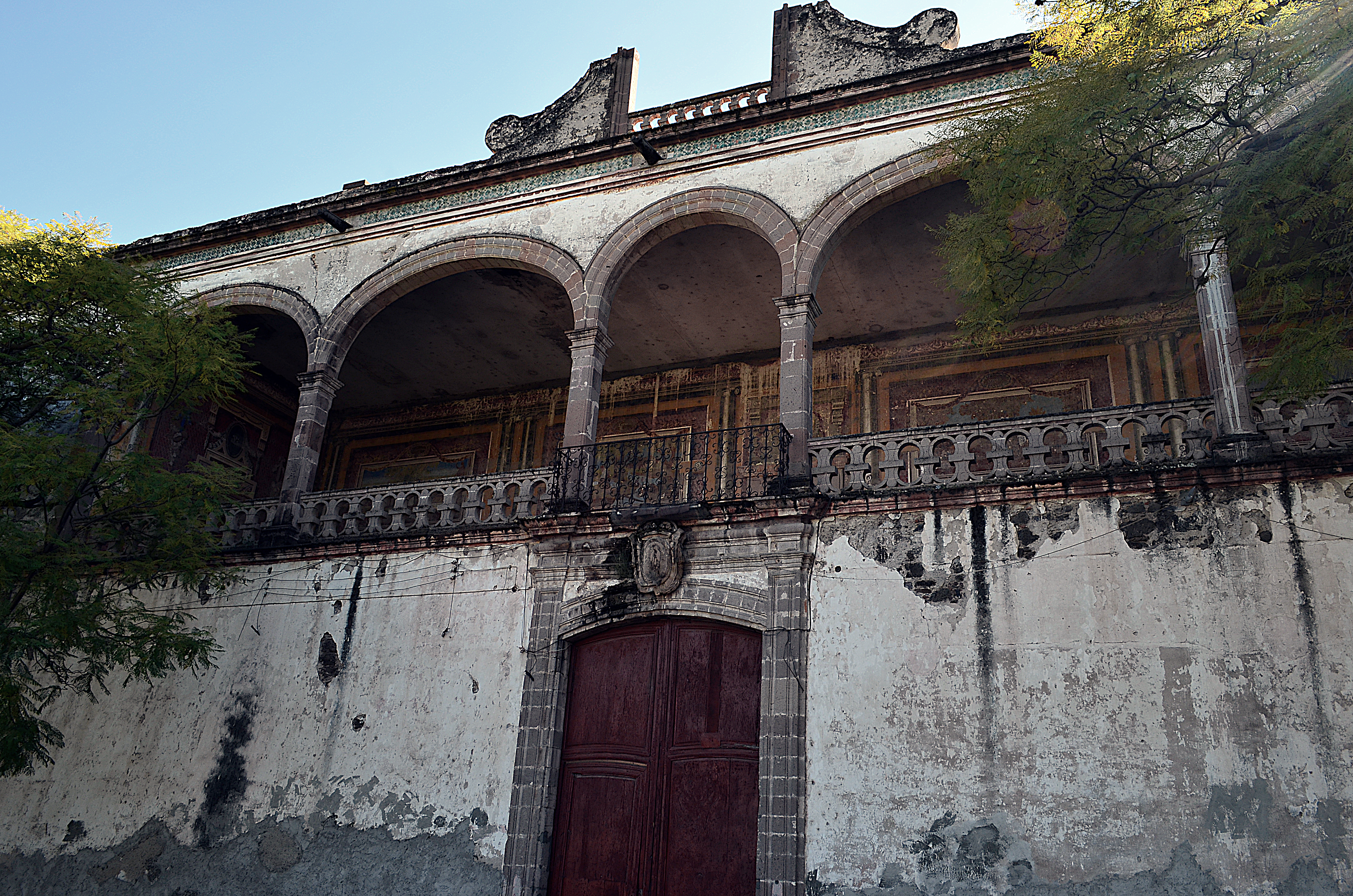
Асьенда в Ла-Лаборе